# 5297 Schinkel
Az 5297 Schinkel (ideiglenes jelöléssel 4170 T-2) a Naprendszer kisbolygóövében található aszteroida. Cornelis Johannes van Houten,  Ingrid van Houten-Groeneveld,  Tom Gehrels fedezte fel 1973. szeptember 29-én.